# Gran Premio di superbike di Brands Hatch 2005
Il Gran Premio di superbike di Brands Hatch 2005 è stato l'ottava prova su dodici del campionato mondiale Superbike 2005, disputato il 7 agosto sul circuito di Brands Hatch, in gara 1 ha visto la vittoria di Troy Corser davanti a Noriyuki Haga e Régis Laconi, la gara 2 è stata vinta da Noriyuki Haga che ha preceduto Troy Corser e Chris Vermeulen.
La vittoria nella gara valevole per il campionato mondiale Supersport 2005 è stata ottenuta da Sébastien Charpentier, mentre la gara della Superstock 1000 FIM Cup viene vinta da Kenan Sofuoğlu e quella del campionato Europeo della classe Superstock 600 da Claudio Corti.
In questa occasione, anziché essere valido come GP d'Europa come negli anni precedenti, la prova è valida come gran premio di Gran Bretagna, come già avvenuto nel 2000.

## Risultati

### Gara 1

#### Arrivati al traguardo[6]
| Pos. | Nº  | Pilota             | Squadra                     | Motocicletta       | Giri | Tempo     | Griglia | Punti |
| ---- | --- | ------------------ | --------------------------- | ------------------ | ---- | --------- | ------- | ----- |
| 1º   | 11  | Troy Corser        | Alstare Suzuki Corona Extra | Suzuki GSXR1000 K5 | 25   | 36:45.074 | 1º      | 25    |
| 2º   | 41  | Noriyuki Haga      | Yamaha Motor Italia WSB     | Yamaha YZF R1      | 25   | +0:00.186 | 6º      | 20    |
| 3º   | 55  | Régis Laconi       | Ducati Xerox                | Ducati 999F05      | 25   | +0:01.976 | 4º      | 16    |
| 4º   | 77  | Chris Vermeulen    | Winston Ten Kate Honda      | Honda CBR 1000RR   | 25   | +0:04.590 | 8º      | 13    |
| 5º   | 9   | Chris Walker       | PSG-1 Kawasaki Corse        | Kawasaki ZX10      | 25   | +0:05.746 | 5º      | 11    |
| 6º   | 31  | Karl Muggeridge    | Winston Ten Kate Honda      | Honda CBR 1000RR   | 25   | +0:08.428 | 2º      | 10    |
| 7º   | 88  | Andrew Pitt        | Yamaha Motor Italia WSB     | Yamaha YZF R1      | 25   | +0:08.598 | 7º      | 9     |
| 8º   | 57  | Lorenzo Lanzi      | Ducati SC Caracchi          | Ducati 999RS       | 25   | +0:15.628 | 9º      | 8     |
| 9º   | 71  | Yukio Kagayama     | Alstare Suzuki Corona Extra | Suzuki GSXR1000 K5 | 25   | +0:15.671 | 12º     | 7     |
| 10º  | 76  | Max Neukirchner    | Klaffi Honda                | Honda CBR 1000RR   | 25   | +0:28.250 | 17º     | 6     |
| 11º  | 3   | Norifumi Abe       | Yamaha Motor France-Ipone   | Yamaha YZF R1      | 25   | +0:32.470 | 21º     | 5     |
| 12º  | 155 | Ben Bostrom        | Renegade Koji               | Honda CBR 1000RR   | 25   | +0:32.500 | 16º     | 4     |
| 13º  | 98  | Dennis Hobbs       | Team Nvidia                 | Yamaha YZF R1      | 25   | +0:32.683 | 13º     | 3     |
| 14º  | 96  | Pere Riba          | PSG-1 Kawasaki Corse        | Kawasaki ZX10      | 25   | +0:32.885 | 15º     | 2     |
| 15º  | 99  | Steve Martin       | Foggy Petronas Racing       | Petronas FP1       | 25   | +0:35.171 | 10º     | 1     |
| 16º  | 32  | Sébastien Gimbert  | Yamaha Motor France-Ipone   | Yamaha YZF R1      | 25   | +0:35.272 | 22º     |       |
| 17º  | 45  | Gianluca Vizziello | Italia Lorenzini by Leoni   | Yamaha YZF R1      | 25   | +0:46.876 | 23º     |       |
| 18º  | 12  | Lorenzo Alfonsi    | D.F.X. Treme                | Yamaha YZF R1      | 25   | +0:48.628 | 24º     |       |
| 19º  | 8   | Ivan Clementi      | Team Pedercini              | Ducati 999RS       | 25   | +0:50.123 | 18º     |       |
| 20º  | 30  | José Luis Cardoso  | D.F.X. Treme                | Yamaha YZF R1      | 24   | +1 giro   | 25º     |       |

#### Ritirati
| Nº  | Pilota              | Squadra               | Motocicletta     | Giri | Griglia |
| --- | ------------------- | --------------------- | ---------------- | ---- | ------- |
| 200 | Giovanni Bussei     | Kawasaki Bertocchi    | Kawasaki ZX10    | 22   | 14º     |
| 10  | Fonsi Nieto         | Ducati SC Caracchi    | Ducati 999RS     | 15   | 26º     |
| 7   | Pierfrancesco Chili | Klaffi Honda          | Honda CBR 1000RR | 13   | 19º     |
| 17  | Miguel Praia        | DFXtreme Sterilgarda  | Yamaha YZF R1    | 10   | 30º     |
| 1   | James Toseland      | Ducati Xerox          | Ducati 999F05    | 9    | 3º      |
| 21  | Michel Nickmans     | Zone Rouge            | Yamaha YZF R1    | 9    | 29º     |
| 25  | Alessio Velini      | Team Pedercini        | Ducati 999RS     | 7    | 28º     |
| 24  | Garry McCoy         | Foggy Petronas Racing | Petronas FP1     | 6    | 11º     |
| 20  | Marco Borciani      | DFXtreme Sterilgarda  | Ducati 999RS     | 4    | 20º     |

### Gara 2

#### Arrivati al traguardo[7]
| Pos. | Nº  | Pilota              | Squadra                     | Motocicletta       | Giri | Tempo     | Griglia | Punti |
| ---- | --- | ------------------- | --------------------------- | ------------------ | ---- | --------- | ------- | ----- |
| 1º   | 41  | Noriyuki Haga       | Yamaha Motor Italia WSB     | Yamaha YZF R1      | 25   | 36:39.815 | 6º      | 25    |
| 2º   | 11  | Troy Corser         | Alstare Suzuki Corona Extra | Suzuki GSXR1000 K5 | 25   | +0:02.686 | 1º      | 20    |
| 3º   | 77  | Chris Vermeulen     | Winston Ten Kate Honda      | Honda CBR 1000RR   | 25   | +0:08.062 | 8º      | 16    |
| 4º   | 9   | Chris Walker        | PSG-1 Kawasaki Corse        | Kawasaki ZX10      | 25   | +0:12.053 | 5º      | 13    |
| 5º   | 55  | Régis Laconi        | Ducati Xerox                | Ducati 999F05      | 25   | +0:13.044 | 4º      | 11    |
| 6º   | 88  | Andrew Pitt         | Yamaha Motor Italia WSB     | Yamaha YZF R1      | 25   | +0:13.184 | 7º      | 10    |
| 7º   | 1   | James Toseland      | Ducati Xerox                | Ducati 999F05      | 25   | +0:14.215 | 3º      | 9     |
| 8º   | 57  | Lorenzo Lanzi       | Ducati SC Caracchi          | Ducati 999RS       | 25   | +0:21.026 | 9º      | 8     |
| 9º   | 71  | Yukio Kagayama      | Alstare Suzuki Corona Extra | Suzuki GSXR1000 K5 | 25   | +0:21.175 | 12º     | 7     |
| 10º  | 155 | Ben Bostrom         | Renegade Koji               | Honda CBR 1000RR   | 25   | +0:21.257 | 16º     | 6     |
| 11º  | 76  | Max Neukirchner     | Klaffi Honda                | Honda CBR 1000RR   | 25   | +0:29.315 | 17º     | 5     |
| 12º  | 96  | Pere Riba           | PSG-1 Kawasaki Corse        | Kawasaki ZX10      | 25   | +0:30.591 | 15º     | 4     |
| 13º  | 7   | Pierfrancesco Chili | Klaffi Honda                | Honda CBR 1000RR   | 25   | +0:34.619 | 19º     | 3     |
| 14º  | 32  | Sébastien Gimbert   | Yamaha Motor France-Ipone   | Yamaha YZF R1      | 25   | +0:39.732 | 22º     | 2     |
| 15º  | 98  | Dennis Hobbs        | Team Nvidia                 | Yamaha YZF R1      | 25   | +0:39.879 | 13º     | 1     |
| 16º  | 12  | Lorenzo Alfonsi     | D.F.X. Treme                | Yamaha YZF R1      | 25   | +0:49.646 | 24º     |       |
| 17º  | 45  | Gianluca Vizziello  | Italia Lorenzini by Leoni   | Yamaha YZF R1      | 25   | +0:49.663 | 23º     |       |
| 18º  | 24  | Garry McCoy         | Foggy Petronas Racing       | Petronas FP1       | 25   | +1:14.032 | 11º     |       |

#### Ritirati
| Nº  | Pilota            | Squadra                   | Motocicletta     | Giri | Griglia |
| --- | ----------------- | ------------------------- | ---------------- | ---- | ------- |
| 99  | Steve Martin      | Foggy Petronas Racing     | Petronas FP1     | 18   | 10º     |
| 3   | Norifumi Abe      | Yamaha Motor France-Ipone | Yamaha YZF R1    | 18   | 21º     |
| 8   | Ivan Clementi     | Team Pedercini            | Ducati 999RS     | 16   | 18º     |
| 10  | Fonsi Nieto       | Ducati SC Caracchi        | Ducati 999RS     | 11   | 26º     |
| 25  | Alessio Velini    | Team Pedercini            | Ducati 999RS     | 11   | 28º     |
| 200 | Giovanni Bussei   | Kawasaki Bertocchi        | Kawasaki ZX10    | 10   | 14º     |
| 30  | José Luis Cardoso | D.F.X. Treme              | Yamaha YZF R1    | 10   | 25º     |
| 20  | Marco Borciani    | DFXtreme Sterilgarda      | Ducati 999RS     | 8    | 20º     |
| 21  | Michel Nickmans   | Zone Rouge                | Yamaha YZF R1    | 7    | 29º     |
| 17  | Miguel Praia      | DFXtreme Sterilgarda      | Yamaha YZF R1    | 4    | 30º     |
| 31  | Karl Muggeridge   | Winston Ten Kate Honda    | Honda CBR 1000RR | 1    | 2º      |

### Supersport

#### Arrivati al traguardo
| Pos. | Nº  | Pilota                | Squadra                     | Motocicletta    | Giri | Tempo     | Griglia | Punti |
| ---- | --- | --------------------- | --------------------------- | --------------- | ---- | --------- | ------- | ----- |
| 1º   | 16  | Sébastien Charpentier | Winston Ten Kate Honda      | Honda CBR 600RR | 23   | 34'33.153 | 1º      | 25    |
| 2º   | 84  | Michel Fabrizio       | Italia Megabike             | Honda CBR 600RR | 23   | +0.985    | 4º      | 20    |
| 3º   | 11  | Kevin Curtain         | Yamaha Motor Germany        | Yamaha YZF R6   | 23   | +1.173    | 2º      | 16    |
| 4º   | 8   | Stéphane Chambon      | Gil Motor Sport             | Honda CBR 600RR | 23   | +7.317    | 7º      | 13    |
| 5º   | 99  | Fabien Foret          | Megabike                    | Honda CBR 600RR | 23   | +7.777    | 6º      | 11    |
| 6º   | 21  | Katsuaki Fujiwara     | Winston Ten Kate Honda      | Honda CBR 600RR | 23   | +17.008   | 5º      | 10    |
| 7º   | 13  | Alessio Corradi       | Ducati Selmat               | Ducati 749 R    | 23   | +18.416   | 9º      | 9     |
| 8º   | 83  | Craig Jones           | Northpoint Ekerold Honda    | Honda CBR 600RR | 23   | +21.131   | 11º     | 8     |
| 9º   | 42  | Matthieu Lagrive      | Moto 1 - Suzuki             | Suzuki GSX 600R | 23   | +28.218   | 10º     | 7     |
| 10º  | 85  | Cal Crutchlow         | Northpoint Ekerold Honda    | Honda CBR 600RR | 23   | +28.788   | 17º     | 6     |
| 11º  | 12  | Javier Forés          | Alstare Suzuki Corona Extra | Suzuki GSX 600R | 23   | +29.853   | 15º     | 5     |
| 12º  | 27  | Tom Tunstall          | Hardinge Bridgeport         | Honda CBR 600RR | 23   | +30.065   | 14º     | 4     |
| 13º  | 127 | Robbin Harms          | Stiggy Motorsports          | Honda CBR 600RR | 23   | +30.382   | 12º     | 3     |
| 14º  | 25  | Tatu Lauslehto        | Klaffi Honda                | Honda CBR 600RR | 23   | +30.699   | 13º     | 2     |
| 15º  | 116 | Johan Stigefelt       | Stiggy Motorsports          | Honda CBR 600RR | 23   | +33.175   | 16º     | 1     |
| 16º  | 18  | Cristiano Migliorati  | Lightspeed Kawasaki         | Kawasaki ZX 6RR | 23   | +34.391   | 18º     |       |
| 17º  | 45  | Sébastien Le Grelle   | Le Grelle Dholda in Action  | Honda CBR 600RR | 23   | +38.805   | 19º     |       |
| 18º  | 28  | Sami Penna            | Ajo Promotion               | Honda CBR 600RR | 23   | +41.575   | 20º     |       |
| 19º  | 81  | Arie Vos              | Yamaha Racing Support       | Yamaha YZF R6   | 23   | +50.997   | 22º     |       |
| 20º  | 58  | Tomas Miksovsky       | Intermoto Czech Republic    | Honda CBR 600RR | 23   | +54.453   | 25º     |       |
| 21º  | 59  | Paweł Szkopek         | Intermoto Czech Republic    | Honda CBR 600RR | 23   | +1'02.453 | 24º     |       |
| 22º  | 88  | Julien Enjolras       | Tati Team Beaujolais Racing | Yamaha YZF R6   | 23   | +1'18.134 | 23º     |       |
| 23º  | 14  | Andrea Berta          | Ducati Selmat               | Ducati 749 R    | 23   | +1'18.440 | 27º     |       |

#### Ritirati
| Nº  | Pilota            | Squadra              | Motocicletta    | Giri | Griglia |
| --- | ----------------- | -------------------- | --------------- | ---- | ------- |
| 23  | Broc Parkes       | Yamaha Motor Germany | Yamaha YZF R6   | 16   | 8º      |
| 19  | Jarno Janssen     | Suzuki Nederland     | Suzuki GSX 600R | 15   | 21º     |
| 100 | Topi Haarala      | Ajo Motorsport       | Honda CBR 600RR | 11   | 26º     |
| 69  | Gianluca Nannelli | Ducati SC Caracchi   | Ducati 749 R    | 8    | 3º      |

### Superstock 1000

#### Arrivati al traguardo
| Pos. | Nº | Pilota                 | Squadra                     | Motocicletta       | Giri | Tempo     | Griglia | Punti |
| ---- | -- | ---------------------- | --------------------------- | ------------------ | ---- | --------- | ------- | ----- |
| 1º   | 54 | Kenan Sofuoğlu         | Yamaha Motor Germany        | Yamaha YZF R1      | 15   | 22'38.518 | 1º      | 25    |
| 2º   | 9  | Luca Scassa            | Ormeni Racing               | Yamaha YZF R1      | 15   | +5.249    | 2º      | 20    |
| 3º   | 53 | Alessandro Polita      | Celani - Suzuki Italia      | Suzuki GSX 1000R   | 15   | +5.644    | 9º      | 16    |
| 4º   | 5  | Riccardo Chiarello     | Alstare Suzuki Corona Extra | Suzuki GSXR1000 K5 | 15   | +7.391    | 6º      | 13    |
| 5º   | 41 | Craig Coxhell          | EMS Racing                  | Suzuki GSX 1000R   | 15   | +7.461    | 5º      | 11    |
| 6º   | 32 | Alex Martinez          | PMS Corse                   | Yamaha YZF R1      | 15   | +8.138    | 8º      | 10    |
| 7º   | 86 | Ayrton Badovini        | EVR Corse Biassono Racing   | MV Agusta          | 15   | +11.991   | 3º      | 9     |
| 8º   | 57 | Ilario Dionisi         | Celani - Suzuki Italia      | Suzuki GSX 1000R   | 15   | +12.238   | 10º     | 8     |
| 9º   | 16 | Enrique Rocamora       | HP Racing                   | Suzuki GSX 1000R   | 15   | +21.833   | 17º     | 7     |
| 10º  | 63 | Ollie Bridewell        | Vivaldi Racing              | Kawasaki ZX10      | 15   | +21.877   | 16º     | 6     |
| 11º  | 69 | Didier Van Keymeulen   | Yamaha Motor Germany        | Yamaha YZF R1      | 15   | +22.528   | 7º      | 5     |
| 12º  | 89 | John Laverty           | Beowulf Motorsport.com      | Suzuki GSX 1000R   | 15   | +23.768   | 14º     | 4     |
| 13º  | 47 | Richard Cooper         | MS Akuna Racing             | Honda CBR 1000RR   | 15   | +24.872   | 18º     | 3     |
| 14º  | 60 | Julián Mazuecos        | PL Motoracing               | Yamaha YZF R1      | 15   | +26.813   | 15º     | 2     |
| 15º  | 64 | Guy Sanders            | James Jackson Racing        | Kawasaki ZX10      | 15   | +33.117   | 21º     | 1     |
| 16º  | 88 | Victor Cox             | Beowulf Motorsport.com      | Suzuki GSX 1000R   | 15   | +33.421   | 13º     |       |
| 17º  | 77 | Nicolas Saelens        | Racing Dirk Van Mol         | Suzuki GSX 1000R   | 15   | +33.811   | 22º     |       |
| 18º  | 71 | Petter Solli           | SolliRacing                 | Yamaha YZF R1      | 15   | +34.119   | 20º     |       |
| 19º  | 11 | Denis Sacchetti        | PSG-1 Corse                 | Kawasaki ZX10      | 15   | +38.835   | 30º     |       |
| 20º  | 28 | Sepp Vermonden         | Racing Dirk Van Mol         | Suzuki GSX 1000R   | 15   | +38.889   | 28º     |       |
| 21º  | 14 | Pierrot Lerat-Vanstaen | Association Plein Gaz       | Suzuki GSX 1000R   | 15   | +43.273   | 23º     |       |
| 22º  | 21 | Giacomo Romanelli      | PMS Corse                   | Yamaha YZF R1      | 15   | +45.110   | 25º     |       |
| 23º  | 73 | Martin Choy            | Prista Oil Racing           | Suzuki GSX 1000R   | 15   | +50.992   | 29º     |       |
| 24º  | 34 | José Hurtado           | Alapont Competition         | Yamaha YZF R1      | 15   | +50.998   | 31º     |       |
| 25º  | 48 | Fabrizio De Marco      | Gimotorsport UnionBikeDucci | MV Agusta          | 15   | +51.898   | 19º     |       |
| 26º  | 51 | Jan Roar Ims           | IMS Racing                  | Yamaha YZF R1      | 15   | +56.233   | 27º     |       |
| 27º  | 12 | Denny Lannoo           | Zone Rouge                  | Yamaha YZF R1      | 15   | +1'04.498 | 33º     |       |
| 28º  | 22 | Leroy Verboven         | Herman Verboven Racing      | Suzuki GSX 1000R   | 15   | +1'06.023 | 32º     |       |
| 29º  | 25 | Olivier Depoorter      | Autophone Racing            | Yamaha YZF R1      | 15   | +1'08.423 | 34º     |       |

#### Ritirati
| Nº | Pilota             | Squadra                     | Motocicletta     | Giri | Griglia |
| -- | ------------------ | --------------------------- | ---------------- | ---- | ------- |
| 55 | Massimo Roccoli    | Italia Lorenzini by Leoni   | Yamaha YZF R1    | 12   | 4º      |
| 40 | Hervé Gantner      | Badan Yamaha                | Yamaha YZF R1    | 10   | 24º     |
| 37 | William De Angelis | Team Trasimeno              | Yamaha YZF R1    | 6    | 12º     |
| 24 | Marko Jerman       | MD Team Jerman              | Suzuki GSX 1000R | 6    | 26º     |
| 31 | Vittorio Iannuzzo  | Gimotorsport UnionBikeDucci | MV Agusta        | 5    | 11º     |

### Superstock 600

#### Arrivati al traguardo
| Pos. | Nº | Pilota                 | Squadra                     | Motocicletta    | Giri | Tempo     | Griglia | Punti |
| ---- | -- | ---------------------- | --------------------------- | --------------- | ---- | --------- | ------- | ----- |
| 1º   | 71 | Claudio Corti          | Trasimeno                   | Yamaha YZF R6   | 12   | 18'52.018 | 2º      | 25    |
| 2º   | 59 | Niccolò Canepa         | Kawasaki Bertocchi          | Kawasaki ZX 6RR | 12   | +0.529    | 3º      | 20    |
| 3º   | 21 | Maxime Berger          | MBE                         | Honda CBR 600RR | 12   | +2.580    | 4º      | 16    |
| 4º   | 19 | Xavier Siméon          | Alstare Suzuki Corona Extra | Suzuki GSX 600R | 12   | +14.133   | 5º      | 13    |
| 5º   | 88 | Andrea Antonelli       | Lightspeed Kawasaki         | Kawasaki ZX 6RR | 12   | +14.183   | 6º      | 11    |
| 6º   | 39 | Nicky Wimbauer         | Moto 1                      | Suzuki GSX 600R | 12   | +14.416   | 7º      | 10    |
| 7º   | 31 | Patrick McDougall      | Beowulf Motorsport.com      | Suzuki GSX 600R | 12   | +14.525   | 9º      | 9     |
| 8º   | 99 | Jorge Villar Machado   | Alapont Competition         | Honda CBR 600RR | 12   | +21.201   | 16º     | 8     |
| 9º   | 64 | Daniel Rivas Fernandez | Moto Sport Racing           | Honda CBR 600RR | 12   | +22.490   | 12º     | 7     |
| 10º  | 69 | Ondřej Ježek           | Team Erinac                 | Kawasaki ZX 6RR | 12   | +23.147   | 13º     | 6     |
| 11º  | 55 | Loic Napoleone         | Lightspeed Kawasaki         | Kawasaki ZX 6RR | 12   | +23.865   | 8º      | 5     |
| 12º  | 68 | David Forner           | Alapont Competition         | Honda CBR 600RR | 12   | +23.994   | 15º     | 4     |
| 13º  | 26 | Tom van Looy           | Herman Verboven Racing      | Suzuki GSX 600R | 12   | +25.106   | 18º     | 3     |
| 14º  | 79 | Domenico Colucci       | M.C. Matera Corse           | Suzuki GSX 600R | 12   | +25.157   | 20º     | 2     |
| 15º  | 22 | Danny De Boer          | Remar racing Ten Kate Honda | Honda CBR 600RR | 12   | +25.594   | 14º     | 1     |
| 16º  | 16 | Agustín Pérez Muñoz    | Alapont Competition         | Honda CBR 600RR | 12   | +33.950   | 22º     |       |
| 17º  | 13 | Gabriele Perri         | SBP Racing                  | Kawasaki ZX 6RR | 12   | +34.032   | 17º     |       |
| 18º  | 12 | Roy Ten Napel          | Ten Kate Kobutex Honda      | Honda CBR 600RR | 12   | +35.730   | 11º     |       |
| 19º  | 33 | Marek Szkopek          | Grandys Junior Racing       | Suzuki GSX 600R | 12   | +40.443   | 26º     |       |
| 20º  | 77 | Markéta Janáková       | WLB Racing                  | Yamaha YZF R6   | 12   | +41.696   | 21º     |       |
| 21º  | 24 | Daniele Beretta        | DBG Racing                  | Kawasaki ZX 6RR | 12   | +44.980   | 25º     |       |
| 22º  | 27 | Barry Burrell          | MS Akuna Racing             | Honda CBR 600RR | 12   | +46.361   | 30º     |       |
| 23º  | 37 | Henri Taipale          | Ajo Promotion               | Honda CBR 600RR | 12   | +46.380   | 29º     |       |
| 24º  | 51 | Alessia Polita         | Celani Team - Suzuki Italia | Suzuki GSX 600R | 12   | +46.530   | 31º     |       |
| 25º  | 93 | Mark Talbot            | Riot Racing                 | Yamaha YZF R6   | 12   | +58.251   | 32º     |       |
| 26º  | 92 | Chris Northover        | Riot Racing                 | Yamaha YZF R6   | 11   | +1 giro   | 33º     |       |

#### Ritirati
| Nº | Pilota              | Squadra                     | Motocicletta    | Giri | Griglia |
| -- | ------------------- | --------------------------- | --------------- | ---- | ------- |
| 96 | Jonathan Gallina    | Junior Team Italia Megabike | Honda CBR 600RR | 11   | 19º     |
| 73 | Andrzej Chmielewski | DFXtreme Majestic           | Yamaha YZF R6   | 11   | 23º     |
| 11 | Ronald ter Braake   | Ten Kate Kobutex Honda      | Honda CBR 600RR | 5    | 10º     |
| 32 | Yoann Tiberio       | Junior Team Megabike        | Honda CBR 600RR | 4    | 1º      |
| 14 | Nicolas Pirot       | Zone Rouge                  | Yamaha YZF R6   | 1    | 28º     |
| 41 | Davide Caldart      | WLB Racing                  | Yamaha YZF R6   | 1    | 27º     |